# Kyste mammaire
 Mise en garde médicale
Un kyste mammaire est un kyste, une poche remplie de liquide, situé au niveau du sein. Un sein peut contenir un ou plusieurs kystes. Ces derniers sont souvent décrits comme des bosses rondes ou ovales avec les bords distincts. La texture d'un kyste se ressent souvent comme un grain de raisin mou ou un ballon rempli d'eau, mais il peut parfois être ferme au toucher.
Un kyste mammaire peut être douloureux ou inquiétant, mais il est généralement bénin. Il apparaît le plus souvent chez les femmes trentenaires ou quarantenaires, et disparaît généralement au moment de la ménopause, mais peut persister ou réapparaître en cas de thérapie hormonale. Les kystes mammaires sont également communs chez les adolescentes. Les kystes mammaires peuvent faire partie d'une mastopathie kystique diffuse. La douleur et le volume des kystes peut augmenter dans la seconde partie du cycle menstruel ou en cas de grossesse.
Il n'est généralement pas nécessaire de traiter un kyste mammaire, sauf s'il est douloureux ou gênant. Dans la plupart des cas, la douleur peut être éliminée en drainant le fluide du kyste.
Il ne faut pas les confondre avec les galactocèles, des rétentions de lait qui se produisent généralement durant l'allaitement.

## Symptômes
Les symptômes d'un kyste mammaire sont les suivants :
- Une bosse ronde ou ovale, molle et facile à déplacer avec des bords distincts
- Une douleur ou une sensibilité à l'endroit de la bosse
- Une augmentation de la taille et de la sensibilité de la bosse peu avant la menstruation
- À l'inverse, une réduction des symptômes après la menstruation.

La présence de kystes mammaires n'augmente pas le risque de cancer du sein.
Les kystes ne se repèrent généralement pas pendant un auto-examen ou un examen physique ; cependant, ils peuvent parfois être ressentis au toucher s'ils sont plus gros.
Il est normal que les seins présentent des bosses ou des nodules lors des changements hormonaux liés au cycle menstruel, mais l'apparition de nouvelles bosses doit être examinée par un spécialiste.
Les kystes peuvent aussi être confondus avec des inflammations qui peuvent se produire au niveau du téton ou de l'aréole. Une infection localisée au niveau du conduit peut ressembler à un kyste. Cela peut arriver pendant l'allaitement ou en-dehors.
Une fuite de liquide provenant d'un kyste peut se produire lors de la compression faite au moment d'une mammographie ou lors d'une compression par une ceinture de sécurité eu moment d'un accident de voiture, et déclencher une inflammation dans les tissus mammaires autour du kyste.

## Diagnostic

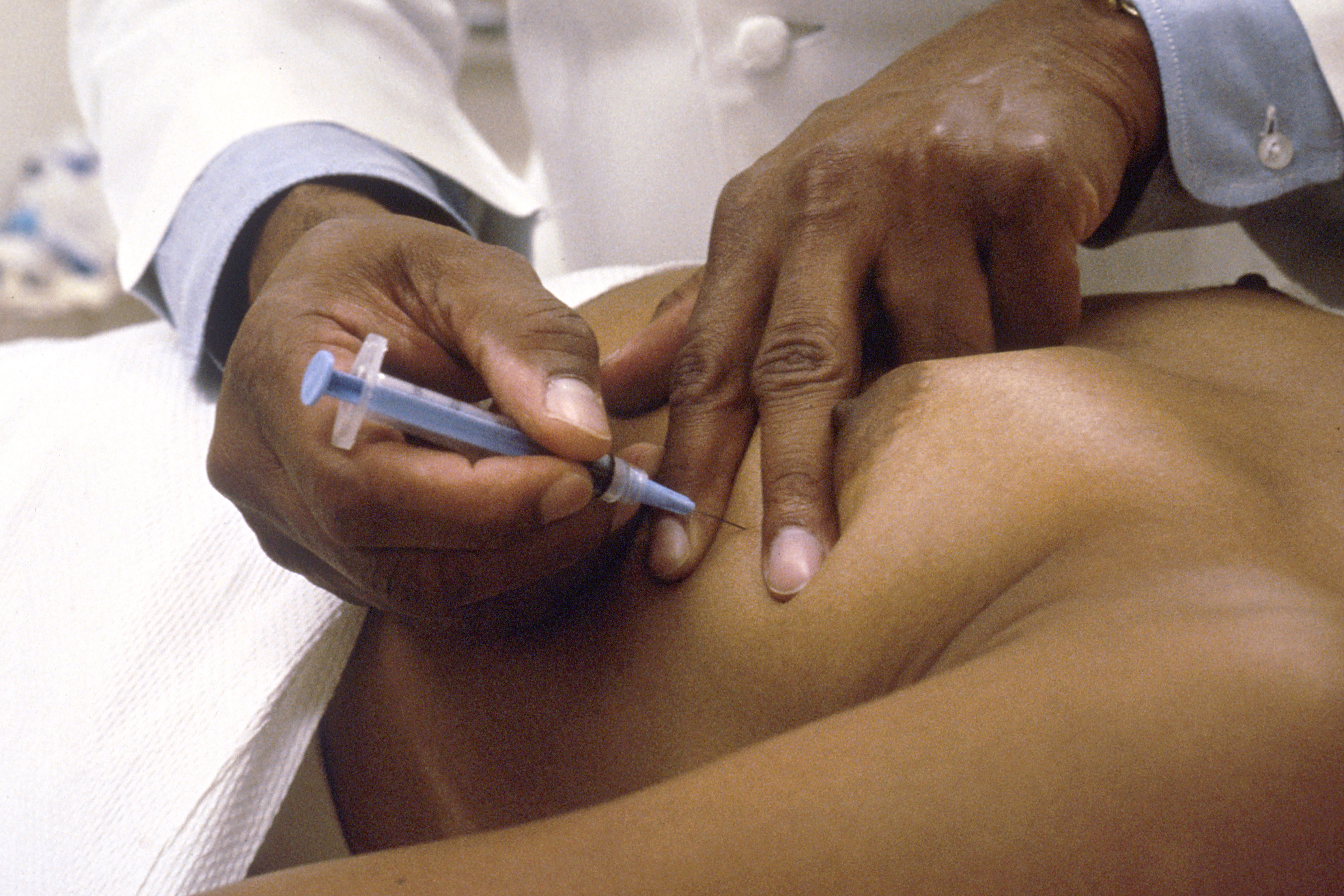
Une biopsie permet de déterminer si un kyste est rempli de liquide ou s'il s'agit d'une tumeur solide.

La présence et la nature d'un kyste peuvent être confirmées par une échographie, une biopsie à l’aiguille fine (extraction du contenu par une aiguille) ou une mammographie. L'échographie peut montrer si le kyste contient des nodules solides, un signe qu'il peut être pré-cancéreux voire cancéreux. Un examen de cytologie pathologique des liquides extraits du kyste peut aussi aider au diagnostic, notamment s'il contient du sang.
Les kystes sont souvent détectés par mammographie. Cependant les antécédents médicaux ainsi qu'un examen physique jouent également un rôle important pour établir un diagnostic précis. Le médecin cherche à rassembler autant d'information que possible sur les symptômes de la patiente, leur intensité et leur durée, et un examen physique régulier permet de détecter d'éventuelles autres anomalies du sein.
Les plus petits kystes sont souvent indétectables au toucher. Une mammographie permet donc d'obtenir des images plus précises du tissu mammaire. Généralement, une anomalie des tissus apparaît sur la mammographie. Il existe deux types de mammographie : la mammographie de contrôle est utilisée pour les patientes ne montrant pas de symptômes. Elle peut être complétée par une mammographie de diagnostic si elle a montré des anomalies. La mammographie de diagnostic est aussi utilisée pour les patientes présentant d'autres symptômes.
Une patiente présentant des symptômes d'un kyste passe une mammographie de diagnostic, même s'il n'y a pas de suspicion de cancer du sein. Ce type de mammographie s'accompagne de la possibilité de pratiquer une échographie mammaire. Dans le diagnostic d'un kyste mammaire, l'échographie est privilégiée et considérée comme fiable à 95% voire 100%. Elle fournit une image précise de l'apparence du kyste (simple ou complexe) et peut aussi distinguer une bosse solide d'une poche remplie de liquide, ce pour quoi une simple mammographie n'est pas suffisante.
Un kyste mammaire peut rester stable pendant plusieurs années, ou disparaître spontanément. La plupart sont bénins et ne nécessitent pas de traitement ni de suivi particulier. Certains kystes complexes nécessitent des examens complémentaires comme une biopsie à l'aiguille fine pour s'assurer qu'ils ne sont pas cancéreux, mais ce n'est pas le cas pour la grande majorité d'entre eux,. La biopsie peut à la fois diagnostiquer et réduire le kyste ; il se résorbe souvent tout seul une fois le liquide drainé. S'il ne s'agit pas d'un kyste, la biopsie révèle du sang dans le liquide, voire pas de liquide du tout. En cas de suspicion, le liquide peut être analysé en laboratoire, et si la bosse se révèle solide, une biopsie complémentaire doit être réalisée pour déterminer s'il s'agit d'une tumeur bénigne ou d'un cancer.

## Traitement
La plupart des kystes mammaires ne nécessitent pas de traitement, sauf s'ils sont gros, douloureux ou gênants. Dans ce cas, il peut être nécessaire d'en drainer le liquide pour supprimer les symptômes.
Le traitement se fait généralement par biopsie à l'aiguille fine, où une seringue dotée d'une aiguille fine est insérée dans le kyste. Cela permet aussi de récupérer le liquide contenu dans le kyste et de le faire analyser pour savoir s'il y a des signes de tumeur. Un kyste drainé peut réapparaître, la chirurgie peut alors être nécessaire pour l'éliminer définitivement. Une incision est pratiquée et la masse est extraite, avant de confirmer l'hémostasie, puis l'incision est refermée par des sutures. Le contenu peut aussi être analysé pour indiquer s'il est de nature cancéreuse et si une nouvelle chirurgie est nécessaire pour enlever plus de tissus.
Vider le liquide du kyste et attendre qu'il disparaisse est le principal traitement utilisé. Si les liquides sont vidés et qu'ils ne présentent pas d'anomalie, il n'y a pas besoin d'un autre traitement ou d'un suivi, à part pour vérifier la disparition du kyste. Un traitement hormonal, avec un contraceptif oral, peut être prescrit pour éviter la réapparition des kystes et réguler le cycle menstruel qui peut favoriser leur apparition. Le danazol peut être prescrit aux patientes chez qui les autres traitements sont inefficaces et si les symptômes sont importants.
L'ablation chirurgicale d'un kyste n'est nécessaire que dans des circonstances très particulières. Si un kyste gênant réapparaît tous les mois, ou s'il contient du sang ou présente d'autres signes inquiétants, la chirurgie peut être nécessaire.

## Épidémiologie
Dans le monde occidental, environ 7 % des femmes développent des kystes mammaires palpables.
Chez les hommes, les kystes mammaires sont rares et peuvent (mais pas toujours) être un signe de tumeur maligne.